# Buddy's Beer Garden
Pour plus de détails, voir Fiche technique et Distribution.
Buddy's Beer Garden est un dessin animé américain réalisé par Earl Duvall, produit par la Warner Bros. Pictures, dans la série des Buddy (Looney Tunes), sorti en 1933.
Il a été réalisé par Earl Duvall et produit par Leon Schlesinger est crédité comme producteur associé.

## Fiche technique
- Titre original : Buddy's Beer Garden
- Réalisation : Earl Duvall
- Producteurs : Leon Schlesinger
- Musique : Norman Spencer
- Production : Leon Schlesinger Studios
- Distribution : Warner Bros. Pictures
- Format : noir et blanc - mono
- Langue : anglais
- Pays : États-Unis
- Genre : Dessin-animé
- Durée : 7 minutes
- Date de sortie : USA : 11 novembre 1933
- Licence : Domaine public[1]